# Gardenia jasminoides
Gardenia jasminoides sau gardenia este o specie  de plante cu flori din genul Gardenia, familia Rubiaceae.